# Nahali
Nahali, Nihali oder Kalto (weitere Schreibweisen Nahal, Nahale, Nihal) ist eine isolierte Sprache, die im westlich-zentralen Indien in den Bundesstaaten Madhya Pradesh und Maharashtra von rund 5000 Menschen gesprochen wird. Die Sprache enthält viele Entlehnungen aus den benachbarten indoarischen, dravidischen und austroasiatischen Munda-Sprachen, doch etwa 25 % bis 30 % des Wortschatzes ist etymologisch nicht aus diesen Sprachen erklärbar. Nahali ist offensichtlich ein Residuum einer sehr frühen indischen Sprachschicht – der ältesten noch greifbaren –, die später von austroasiatischen, dravidischen und indoarischen Sprachen überlagert wurde.

## Mögliche Beziehung zu anderen Sprachen
Die These, dass Nahali möglicherweise mit einer anderen fast ausgestorbenen isolierten Sprache – dem in Zentralnepal gesprochenen Kusunda – verwandt sei, ist sehr spekulativ. Beide gehören aber zur ältesten Sprachschicht des indischen Subkontinents. Nicht völlig auszuschließen ist eine sehr frühe Abspaltung des Nahali von den Mundasprachen, die einen Zweig des Austroasiatischen darstellen. Eine weitere Hypothese sieht Nahali als einzigen Vertreter eines ansonsten ausgestorbenen Hauptzweigs der austroasiatischen Sprachen. Versuche, Nahali mit der dene-kaukasischen Makrofamilie oder mit den andamanischen Sprachen in Beziehung zu bringen, sind bisher wenig überzeugend.

## Problematische Forschungssituation
Der Status des Nahali bleibt insbesondere auch deshalb unklar, weil bisher nur wenige linguistische Feldforschungen durchgeführt wurden. Insbesondere fehlt eine umfassende Darstellung der Grammatik. Kuiper (1962) ist eher eine grammatische Skizze. Die lexikalische Arbeit von Mundlay (1996) ist in weiten Teilen spekulativ und bietet kaum die sichere Basis für eine genetische Zuordnung.

## Der Nahal-Stamm
In der viktorianischen Zeit waren die Nahals oder Nihals als räuberisches wildes Dschungelvolk berüchtigt. Nach 1800 führte ein Mogulprinz eine „Strafaktion“ gegen sie durch und beendete ihre stammesmäßige Unabhängigkeit. Ihr Stammesgebiet ist gerade südlich des Flusses Tapti um die Ortschaft Tembi im Nimar-Distrikt der Zentralprovinzen der indisch-britischen Zeit, jetzt im indischen Bundesstaat Madhya Pradesh gelegen.